# Wschód (ukraińskie czasopismo)

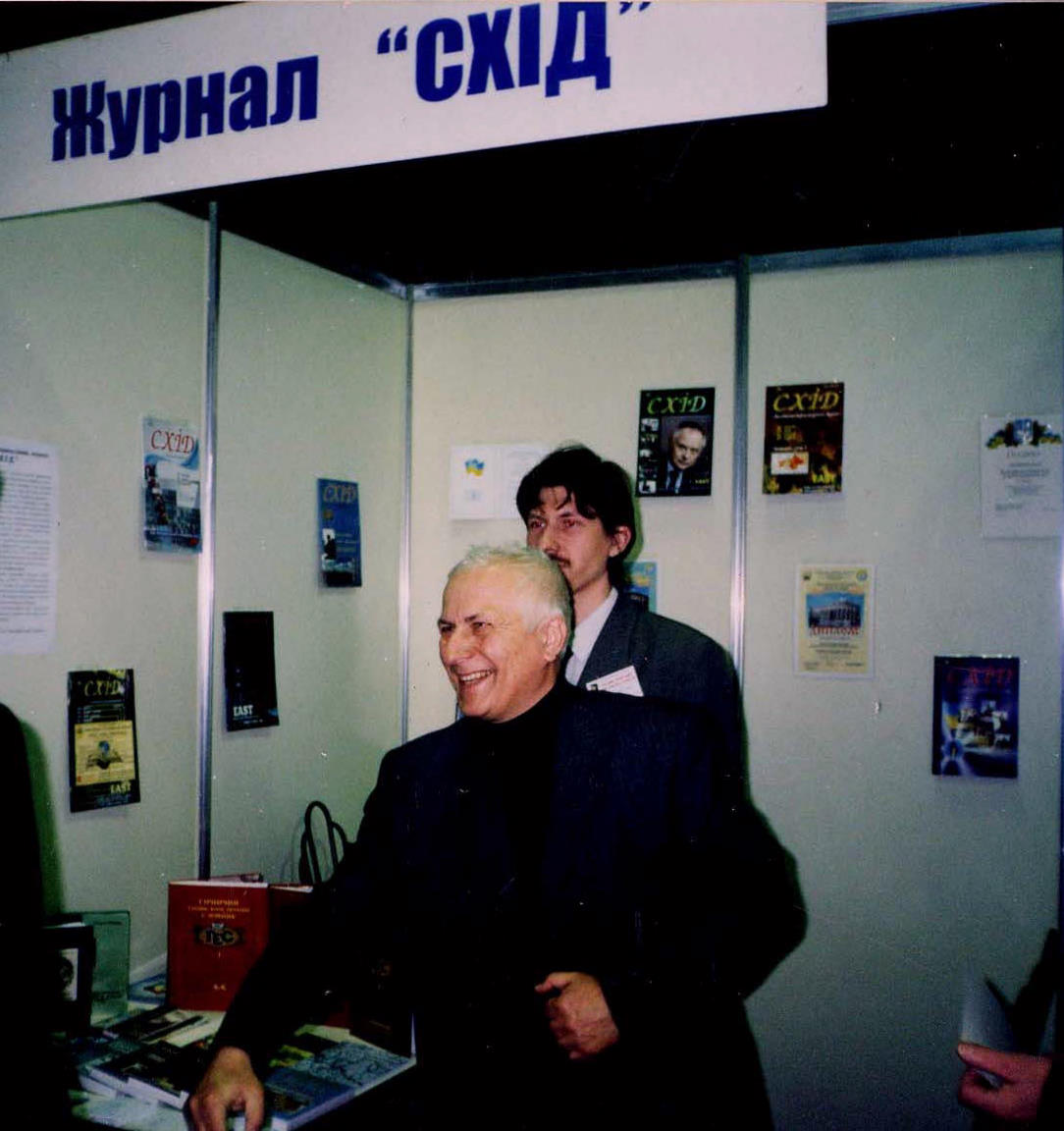
Prezentacja "Wschód" w Doniecku (redaktor naczelny Wołodymyr Biłećkyj)

Wschód (uk. Схід / Schid) – analityczno-informacyjne ogólnopaństwowe czasopismo, które powstało w 1995 r. W rubrykach „Polityka”, „Ekonomia”, „Filozofia”, „Historia”, „Ekologia”, „Socjologia”, „Kultura” i innych przedstawia one wieloplanowe aktualne problemy współczesnego społeczeństwa ukraińskiego i świata, akcentując kwestie formułowania współczesnej idei narodowej, ukraińskiego narodu politycznego, miejsca i roli społeczeństwa w państwie, roli struktur międzynarodowych oraz ekonomiki światowej i narodowej.
Czasopismo ma charakter naukowo-interdyscyplinarny i zostało założone w 1995 r. przez organizację badawczo-wydawniczą Ukraińskie Centrum Kulturologiczne. Partnerami czasopisma są Centrum Edukacji Humanistycznej NAN Ukrainy, Akademia Nauk Ekonomicznych Ukrainy oraz Doniecki Oddział NTSz.
Czasopismo otrzymało nagrody Komitetu Narodowego Telewizji i Radia Ukrainy (2002, 2005), nagrody Festiwalu Książki Słowiańskiej (2004), Międzynarodowego
Forum „Złoty Skif — 2000”. Jest również zwycięzcą i laureatem konkursów „Prasa Donbasu” (1998, 1999, 2000, 2005). Wydawnictwo zostało nagrodzone Dyplomem Międzynarodowego Festiwalu Słowa „Zdobycze Donbasu" (2006).
Języki robocze: ukraiński, angielski, rosyjski.
INDEX COPERNICUS VALUE (ICV) 2012 р. — 4.06; 2013 р. — 4.47;  2014 р. — 64.29 2015 р. — 64,77 2016 р. — 70.8 2017 р. — 82.62 2018—100 
2019—100